# Henry Herbert, 4:e earl av Carnarvon
Henry Howard Molyneux Herbert, 4:e earl av Carnarvon (född 24 juni 1831 i Mayfair i London, död 29 juni 1890 i Mayfair i London) var en brittisk statsman, far till George Herbert, 5:e earl av Carnarvon. 
Carnarvon ärvde vid 18 års ålder earlvärdigheten och började 1854 sin politiska bana i överhuset, där han snart tilldrog sig uppmärksamhet genom sina åsikter i koloniala frågor. Han var februari 1858 till juni 1859 understatssekreterare för kolonierna under lord Derby och blev i juni 1866 kolonialminister i Derbys andra ministär. Han genomförde som sådan 1867 lagen om de kanadensiska koloniernas federativa sammanslutning, men avgick i mars samma år av missnöje med Disraelis förslag till rösträttens utsträckning. 
I Disraelis andra ministär inträdde Carnarvon (februari 1874) som kolonialminister och arbetade som sådan för en sydafrikansk federation efter Kanadas mönster. I detta syfte utsände han 1875 sin vän historikern Froude för att närmare utveckla dessa planer för de ledande statsmännen i kolonierna och angav 1876 koloniernas enande som den främsta programpunkten för Kapkolonins nye guvernör, sir Bartle Frere. 
Innan dessa sammanslutningsplaner, som inte fått genomslag i Sydafrika, hunnit mogna, utträdde Henry Herbert ur ministären (januari 1878), då han ogillade sin chefs orientaliska politik, som enligt Henry Herberts mening hotade att blanda in England i ett nytt Krimkrig. Salisbury gjorde honom i juni 1885 till vicekung på Irland , där han genom en försonlig politik och underhandlingar med Parnell sökte återställa lugnet. Oordningarna tilltog emellertid, och han avgick redan i januari 1886, kort innan hela ministären störtades. 
Carnarvon var en kunnig arkeolog och utgav bland annat en översikt av Odysséens 12 första böcker (1886). Hans Essays, addresses and translations utgavs postumt (3 bd, 1896).
Han var gift två gånger, 1:a gången 1861 i Westminster Abbey med lady Evelyn Stanhope (1834-1875), dotter till George Stanhope, 6:e earl av Chesterfield. de fick fyra barn, däribland:
- George Herbert, 5:e earl av Carnarvon (1866-1923)

Andra gången 1878 med sin kusin Elizabeth Catharine Howard (1856-1929). De fick två barn tillsammans.